# Lacinia
En botánica, el término lacinia puede usarse para denominar a cualquiera de los lóbulos alargados y delgados del cáliz o de la corola de una flor, y también a las diferentes tiras o segmentos en que están divididas las hojas de algunas plantas.
En zoología, el término se utiliza en entomología para referirse a un lóbulo interior en las maxilas articulado al estipe que se presenta en los insectos masticadores.